# Frank Vandenbroucke (kolarz)
Frank Vandenbroucke (ur. 6 listopada 1974 w Mouscron, zm. 12 października 2009 w Saly, Senegal) – belgijski kolarz szosowy i torowy, zwycięzca wielu najważniejszych wyścigów jednoetapowych i wieloetapowych, w zawodowym peletonie od 1994 roku.

## Kariera
Pierwszy sukces w karierze Frank Vandenbroucke osiągnął w 1992 roku, kiedy zdobył brązowy medal w wyścigu ze startu wspólnego na mistrzostwach świata juniorów. W 1993 roku zdobył tytuł torowego mistrza Belgii w madisonie, a w 1995 roku zwyciężył w Brussels Cycling Classic. W kolejnych latach wygrał też między innymi: Grote Scheldeprijs, GP Ouest-France, Österreich-Rundfahrt i Tour Méditerranéen (1996), Rund um Köln i Tour de Luxembourg (1997), Paryż-Nicea i Tour de Wallonie (1998), a także Liège-Bastogne-Liège, Grand Prix d'Ouverture La Marseillaise i Omloop Het Nieuwsblad (1999). W 1999 roku zajął też dwunaste miejsce w klasyfikacji generalnej Vuelta a España, wygrywając dwa etapy oraz klasyfikację punktową. Dwukrotnie startował w Tour de France, ale w 1997 roku zajął 50. miejsce, a trzy lata później nie ukończył wyścigu. Nigdy nie zdobył medalu na międzynarodowej imprezie, najbliżej podium był w 1999 roku, kiedy na szosowych mistrzostwach świata w Weronie był siódmy w wyścigu ze startu wspólnego. Trzy lata wcześniej wystartował w tej samej konkurencji na igrzyskach olimpijskich w Atlancie, kończąc rywalizację na 25. pozycji.
W życiu prywatnym był człowiekiem dość kontrowersyjnym. Był przesłuchiwany za posiadanie środków dopingujących oraz za jazdę samochodem w stanie nietrzeźwym. Cierpiał na depresję i próbował popełnić samobójstwo po tym, jak jego żona zagroziła mu rozwodem. Zmarł podczas wakacji w Senegalu z powodu zakrzepu płucnego.

## Najważniejsze zwycięstwa
- 1995 – Paryż-Bruksela
- 1996 – Grand Prix Ouest France-Plouay, Grote Scheldeprijs
- 1997 – Tour de Luxembourg
- 1998 – Gandawa-Wevelgem, Paryż-Nicea
- 1999 – Omloop Het Volk, Liège-Bastogne-Liège, dwa etapy w Vuelta a España